# Trevoa quinquenervia
Trevoa quinquenervia ist eine Art aus der Familie der Kreuzdorngewächse (Rhamnaceae) und der einzige Vertreter der Gattung Trevoa. Sie ist nur in Chile beheimatet.

## Merkmale
Trevoa quinquenervia sind belaubte, bis zu 3 Meter große Sträucher.
Blütezeit ist von Mitte August bis Ende Dezember. Die flaumig behaarten Blüten stehen als Einzelblüten oder in ein- bis siebenblütigen Zymen. Die schwach angenehm duftenden Blüten sind klein und weiß, es gibt sowohl zwittrige wie auch männliche Blüten, letztere sind mit rund 10 % Anteil deutlich seltener als zwittrige Blüten, leichter als diese und weisen ein verkleinertes Gynoeceum mit abnormalen Samenanlagen auf. Zwittrige Blüten sind schwach vormännlich.
Der leicht glockenförmige und innen flaumig behaarte Blütenbecher überdauert die Fruchtzeit, der mit seinem unteren Teil verwachsene Diskus ist unauffällig. Anders als bei vielen Gattungen der Familie sind Kronblätter vorhanden, die Kronblätter sind haubenförmig. Sie überdecken zu Teilen die pollentragende Oberfläche der vierfächrigen Staubbeutel, es wird vermutet, dass so die Blüten vor Pollenfressern geschützt werden. Die Staubfäden sind zum Ende hin verdickt. Der Griffel überdauert die Fruchtzeit, die Narbe ragt aus der Blüte heraus.
Der Fruchtknoten ist halbunterständig und dreifächrig. Die Früchte sind dünnwandige Nüsse, sie öffnen sich nicht selbst. Es wird in der Regel nur ein Samen produziert.
Als Bestäuber werden Zweiflügler (Schwebfliegen, Wollschweber), Hautflügler (Echte Bienen, Colletidae) und Käfer (Melyridae) vermutet.

## Verbreitung und Systematik
Trevoa quinquenervia findet sich ausschließlich in Zentralchile. Die Gattung Trevoa wurde 1826 von John Miers aufgestellt, vorerst allerdings noch ungültig, da zu diesem Zeitpunkt noch keine Art der Gattung beschrieben war. Die gültige Beschreibung der Gattung erfolgte erst 1829 gemeinsam mit der Beschreibung der Art Trevoa quinquenervia durch John Gillies und William Jackson Hooker. Einige weitere in der Gattung Trevoa beschriebene Arten werden heute zu anderen Gattungen gerechnet, etwa zu Retanilla und zu Kentrothamnus. Innerhalb der Kreuzdorngewächse wird Trevoa quinquenervia in die Tribus Colletieae eingeordnet.

## Nachweise
1. 1 2 3 4 5  D. Medan, C. Schirarend: Rhamnaceae In: Klaus Kubitzki (Hrsg.): The Families and Genera of Vascular Plants - Volume VI - Flowering Plants - Dicotyledons - Celastrales, Oxalidales, Rosales, Cornales, Ericales, 2004, S. 328, ISBN 978-3-540-06512-8
2. 1 2 3 4  Diego Medan, Ana C. D'Ambrogio: Reproductive biology of the andromonoecious shrub Trevoa quinquenervia (Rhamnaceae) in: Botanical Journal of the Linnean Society, Bd. 126, Heft 3, S. 191–206, 1998